# 山姆·特拉梅爾
山姆·特拉梅爾（英語：Sam Trammell，1969年1月29日—）是美國的一位演員。他最著名的作品是在HBO電視劇《真愛如血》中飾演Sam Merlotte角色。